# Aeroporto Internazionale di Medina-Principe Muhammad bin Abd al-Aziz
L'Aeroporto Internazionale di Medina-Principe Muhammad bin Abd al-Aziz (in arabo مطار الأمير محمد بن عبد العزيز الدولي‎?) (ICAO: OEMA - IATA: MED), ufficialmente noto con il nome commerciale di Prince Mohammad Bin Abdulaziz International Airport, è un aeroporto situato a 13 km dalla città di Medina, in Arabia Saudita. La struttura è intitolata a Muhammad bin Abd al-Aziz Al Sa'ud (1910-1988), Principe della Corona dell'Arabia Saudita.